# Yushania
Yushania es un género de plantas herbáceas de la familia de las poáceas. Es originario del este de Asia en China y Taiwán. Comprende 131 especies descritas y de estas, solo 74 aceptadas.
Algunos autores lo incluyen en el género Sinarundinaria.

## Taxonomía
El género fue descrito por Pai Chieh Keng y publicado en Acta Phytotaxonomica Sinica 6(4): 355–356. 1957.  La especie tipo es: Yushania niitakayamensis (Hayata) Keng f.

## Especies seleccionadas
Yushania ailuropodina T.P.Yi

Yushania alpina (K.Schum.) W.C.Lin 

Yushania anceps (Mitford) W.C.Lin 

Yushania andropogonoides (Hand.-Mazz.) T.P.Yi - 

Yushania auctiaurita T.P.Yi - 

Yushania aztecorum McClure & E.W.Sm. - 

Yushania baishanzuensis Z.P.Wang & G.H.Le - 

Yushania basihirsuta (McClure) Z.P.Wang & G.H.Ye 

Yushania bojieiana T.P.Yi - 

Yushania boliana Demoly - 

Yushania brevipaniculata (McClure) T.P.Yi - 

Yushania brevis T.P.Yi - 

Yushania canoviridis Z.P.Wang & G.H.Ye - 

Yushania cartilaginea T.H.Wen - 

Yushania cava T.P.Yi - 

Yushania chingii T.P.Yi - 

Yushania chungii Z.P.Wang & G.H.Ye - 

Yushania collina T.P.Yi - 

Yushania complanata T.P.Yi - 

Yushania confusa (McClure) Z.P.Wang & G.H.Ye - 

Yushania crassicollis T.P.Yi - 

Yushania crispata T.P.Yi - 

Yushania dafengdingensis T.P.Yi - 

Yushania elevata T.P.Yi - 

Yushania exilis T.P.Yi - 

Yushania falcatiaurita Hsueh & T.P.Yi - 

Yushania farcticaulis T.P.Yi - 

Yushania farinosa Z.P.Wang & G.H.Ye - 

Yushania flexa T.P.Yi - 

Yushania glandulosa Hsueh & T.P.Yi - 

Yushania glauca T.P.Yi & T.L.Long - 

Yushania grammata T.P.Yi - 

Yushania hirsuta (Munro) R.B.Majumdar - 

Yushania hirticaulis Z.P.Wang & G.H.Ye - 

Yushania lacera Q.F.Zheng & K.F.Huang - 

Yushania laetevirens T.P.Yi - 

Yushania levigata T.P.Yi - 

Yushania lineolata T.P.Yi - 

Yushania longiaurita Q.F.Zheng & K.F.Huang - 

Yushania longiuscula T.P.Yi - 

Yushania mabianensis T.P.Yi - 

Yushania maculata T.P.Yi - 

Yushania maling (Gamble) R.B.Majumdar - 

Yushania megalothyrsa T.H.Wen - 

Yushania menghaiensis T.P.Yi - 

Yushania microphylla (Munro) R.B.Majumdar - 

Yushania mitis T.P.Yi - 

Yushania multiramea T.P.Yi - 

Yushania niitakayamensis (Hayata) Keng f.

Yushania oblonga T.P.Yi - 

Yushania pachyclada T.P.Yi - 

Yushania pauciramificans T.P.Yi - 

Yushania polytricha Hsueh & T.P.Yi - 

Yushania punctulata T.P.Yi - 

Yushania qiaojiaensis Hsueh & T.P.Yi - 

Yushania rugosa T.P.Yi - 

Yushania straminea T.P.Yi - 

Yushania suijangensis T.P.Yi - 

Yushania uniramosa Hsueh & T.P.Yi - 

Yushania varians T.P.Yi - 

Yushania vigens T.P.Yi - 

Yushania violascens (Keng) T.P.Yi - 

Yushania weixiensis T.P.Yi - 

Yushania wuyishanensis Q.F.Zheng & K.F.Huang - 

Yushania xizangensis T.P.Yi - 

Yushania yadongensis T.P.Yi - 

Lista de fuentes: